# O Fantasma da Liberdade
Le Fantôme de la liberté (bra/prt: O Fantasma da Liberdade) é um filme franco-italiano de 1974, do gênero comédia dramática, dirigido por Luis Buñuel e estrelado por Adriana Asti, Julien Bertheau e Jean-Claude Brialy.
O filme divide-se em 14 capítulos unidos por uma personagem diferente. Buñuel já tinha provado esta forma de dirigir em L'Âge d'Or, com os amantes como fio conductor.

## Sinopse
A história começa em Toledo, quando as tropas napoleónicas assaltam a cidade. Um dos soldados besa a estátua de uma mulher e é agredido por outra de um homem. O mesmo soldado profana a tumba de doña Elvira. A voz em off de uma senhora narra-nos a história, quando esta se encontra com a palavra "parafernalia", cujo significado desconhece, mudam o espaço e o tempo, e nos encontrámos num parque da actualidade.
Duas meninas encontram-se com um homem suspeito que lhes entrega umas postales supostamente pornográficas. Quando seus pais as descobrem se podem apreciar que eram totalmente inofensivas.Quando ambos se vão dormir aparecem na habitação por este ordem: um galo, uma mulher com um relógio de bolsillo e uma vela, um carteiro com bicicleta quem entrega-lhe uma carta e um avestruz. Após isto o homem se vai ao médico e este lhe recomenda que vá a um psicoanalista. Uma enfermeira entra ao despacho com a intenção de que a deixem sair dantes para visitar a seu pai doente e muda o curso da história.
No caminho pela estrada, a enfermeira encontra-se com um tanque e uns soldados que lhe perguntam se viu zorros pelo caminho. Pára num estabelecimento a passar a noite onde se encontram vários monges, um guitarrista e uma bailaora, um casal masoquista e uma mulher e seu amante, que é ao mesmo tempo seu sobrinho. À manhã seguinte a enfermeira dispõe-se a ir a Argenton, um homem que se encontra aí lhe pede amavelmente se lhe pode levar. Quando ambos estan em Argenton o homem se despede da enfermeira e mudámos novamente o curso da história.
O homem é um inspector de polícia que se dirige a uma academia de polícia. O inspector conta a seus alunos um jantar que teve com sua mulher e uns amigos em sua casa. Nesse jantar os convidados sentam-se sobre retretes e começam a falar sobre os produtos tóxicos que contaminam o mundo. O inspector de polícia levanta-se para ir ao quarto de banho, onde se senta para comer. Dois dos alunos comunicam que se têm que ir. Param a um condutor que excede em velocidade. E volta a mudar o curso da história.
O conductor vai a uma cita com seu médico, e este lhe anuncia que tem cancro e pouco depois lhe oferece um cigarro, o paciente lhe dá uma bofetada e se marcha. A mesma personagem regressa a casa,recebe um telefonema telefónico e comunicam-lhe que sua filha não se encontra na escola. Quando chega ao colégio,junto a sua mulher e a ama, observam que sua filha se encontra ali, mas por alguma razão não se dão conta.Os pais vão denunciar o desaparecimento à delegacia. O comissário diz-lhe a um dos agentes que se vá limpar os sapatos, este lhos limpa numa sapataria, no momento em que sai dela a trama volta a mudar e gira em torno do segundo cliente que se encontra na sapataria.
O cliente é um atirador que começa a disparar contra os cidadãos desde um trigésimo andar. O atirador é detido e julagado a pena de morte. Depois da sentença o atirador é liberado e posto em liberdade. Uma voz em off narra-nos o processo do atirador, a situação volta a mudar. Chegámos ao último capítulo,o comissário informa ao pai da menina desaparecida, que encontraram a sua filha. Quando o comissário se dispõe a ler o relatório de desaparecimento, sua secretária lhe avisa que tem uma reunião importante e se marcha a um restaurante, sem chegar a terminar de ler o relatório. Uma mulher entra no restaurante e o comissário de polícia, assombrado pelo parecido físico a sua irmã morta,conta-lhe a história de um caloroso verão, onde sua irmã tocava nua o piano. Enquanto falam da morte de sua irmã o camareiro recebe um telefonema para o comissário,dizendo ser sua irmã. Depois de dar-se conta de que, em verdade, é sua irmã,à noite marcha ao cemitério a profanar a tumba de sua irmã.
O comissário é detido pelos polícias, quem ignoram-lhe ao dizer que ele é o comissário, e à manhã siguinte é levado até o segundo comissário, que ocupa seu posto. Ambos vão ao zoo onde se escuta gritar a um grupo de gente "vivam as caenas", o segundo comissário ordena a seus homens carregar armas e depois o primeiro que abram fogo. Um avestruz olha fixamente a câmara enquanto escuta-se de fundo um som de sinos e disparos.